# League Cup 1986/87
Der League Cup 1986/87 war die 27. Austragung des seit 1960 existierenden englischen League Cup.
Der Wettbewerb startete am 25. August 1986 mit der Ersten Runde und endete am 5. April 1987 mit dem Finale in Wembley. Der Titel ging an FC Arsenal, der den FC Liverpool im Finale mit 2:1 bezwang. Der Verein aus London gewann damit nach zwei Finalniederlagen (1968 und 1969) zum ersten Mal den englischen Ligapokal.

## Erste Runde
|                         | Gesamt |                     | Hinspiel | Rückspiel |
| ----------------------- | ------ | ------------------- | -------- | --------- |
| Aldershot Town          |        | FC Fulham           | 1:3      | 0:2       |
| FC Blackpool            |        | Preston North End   | 0:1      | 1:2       |
| AFC Bournemouth         |        | Bristol City        | 0:1      | 1:1 n. V. |
| Bristol Rovers          |        | FC Reading          | 1:2      | 0:4       |
| FC Bury                 |        | Bolton Wanderers    | 2:1      | 0:0       |
| Cardiff City            |        | Plymouth Argyle     | 5:4      | 1:0       |
| Carlisle United         |        | Grimsby Town        | 1:0      | 0:2       |
| FC Chesterfield         |        | FC Wrexham          | 0:2      | 2:2       |
| Colchester United       |        | Peterborough United | 0:0      | 0:2       |
| Derby County            |        | Chester City        | 0:1      | 2:1 n. V. |
| Doncaster Rovers        |        | Rotherham United    | 1:1      | 1:4       |
| Exeter City             |        | AFC Newport County  | 0:0      | 0:1       |
| FC Gillingham           |        | Northampton Town    | 1:0      | 2:2       |
| Hartlepool United       |        | FC Middlesbrough    | 1:1      | 0:2       |
| Hereford United         |        | Swansea City        | 3:3      | 1:5       |
| Huddersfield Town       |        | Halifax Town        | 3:1      | 2:2       |
| Leyton Orient           |        | Cambridge United    | 2:2      | 0:1       |
| Notts County            |        | FC Port Vale        | 1:3      | 1:4       |
| AFC Rochdale            |        | FC Burnley          | 1:1      | 3:1       |
| Scunthorpe United       |        | FC Darlington       | 2:0      | 2:1       |
| Shrewsbury Town         |        | Crewe Alexandra     | 0:0      | 4:0       |
| Southend United         |        | FC Brentford        | 1:0      | 3:2       |
| Stockport County        |        | Tranmere Rovers     | 2:1      | 3:3       |
| FC Sunderland           |        | York City           | 2:4      | 3:1 n. V. |
| Swindon Town            |        | Torquay United      | 3:0      | 3:2       |
| FC Walsall              |        | Mansfield Town      | 1:0      | 4:2       |
| Wigan Athletic          |        | Blackburn Rovers    | 1:3      | 0:2       |
| Wolverhampton Wanderers |        | Lincoln City F.C.   | 1:2      | 1:0 n. V. |

## Zweite Runde
|                        | Gesamt |                      | Hinspiel | Rückspiel |
| ---------------------- | ------ | -------------------- | -------- | --------- |
| FC Arsenal             |        | Huddersfield Town    | 2:0      | 1:1       |
| FC Barnsley            |        | Tottenham Hotspur    | 2:3      | 3:5       |
| Bradford City          |        | Newcastle United     | 2:0      | 0:1       |
| Brighton & Hove Albion |        | Nottingham Forest    | 0:0      | 0:3       |
| Bristol City           |        | Sheffield United     | 2:2      | 0:3       |
| Cambridge United       |        | FC Wimbledon         | 1:1      | 2:2 n. V. |
| Charlton Athletic      |        | Lincoln City F.C.    | 3:1      | 1:0       |
| Coventry City          |        | Rotherham United     | 3:2      | 1:0       |
| Crystal Palace         |        | FC Bury              | 0:0      | 1:0       |
| Derby County           |        | West Bromwich Albion | 4:1      | 1:0       |
| FC Everton             |        | AFC Newport County   | 4:0      | 5:1       |
| Hull City              |        | Grimsby Town         | 1:0      | 1:1       |
| FC Liverpool           | 13:20  | FC Fulham            | 10:00    | 3:2       |
| Luton Town             | 1      | Cardiff City         |          |           |
| Manchester United      |        | FC Port Vale         | 2:0      | 5:2       |
| FC Middlesbrough       |        | Birmingham City      | 2:2      | 2:3       |
| Oldham Athletic        |        | Leeds United         | 3:2      | 1:0       |
| Oxford United          |        | FC Gillingham        | 6:0      | 1:1       |
| Peterborough United    |        | Norwich City         | 0:0      | 0:1       |
| Preston North End      |        | West Ham United      | 1:1      | 1:4       |
| Queens Park Rangers    |        | Blackburn Rovers     | 2:1      | 2:2       |
| FC Reading             |        | Aston Villa          | 1:1      | 1:4       |
| Scunthorpe United      |        | Ipswich Town         | 1:2      | 0:2       |
| Sheffield Wednesday    |        | Stockport County     | 3:0      | 7:0       |
| Shrewsbury Town        |        | Stoke City           | 2:1      | 0:0       |
| FC Southampton         |        | Swindon Town         | 3:0      | 0:0       |
| Southend United        |        | Manchester City      | 0:0      | 1:2       |
| Swansea City           |        | Leicester City       | 0:2      | 2:4       |
| FC Walsall             |        | FC Millwall          | 0:1      | 2:3       |
| FC Watford             |        | AFC Rochdale         | 1:1      | 2:1       |
| FC Wrexham             |        | FC Portsmouth        | 1:2      | 0:2       |
| York City              |        | FC Chelsea           | 1:0      | 0:3       |

## Dritte Runde
|                   | Ergebnis |                     |
| ----------------- | -------- | ------------------- |
| FC Arsenal        | 3:1      | Manchester City     |
| Bradford City     | 3:1      | FC Portsmouth       |
| Cambridge United  | 1:0      | Ipswich Town        |
| Cardiff City      | 2:1      | FC Chelsea          |
| Charlton Athletic | 1:0      | Queens Park Rangers |
| Coventry City     | 2:1      | Oldham Athletic     |
| Crystal Palace    | 2:2      | Nottingham Forest   |
| Derby County      | 1:1      | Aston Villa         |
| FC Everton        | 4:0      | Sheffield Wednesday |
| FC Liverpool      | 4:1      | Leicester City      |
| Manchester United | 0:0      | FC Southampton      |
| Norwich City      | 4:1      | FC Millwall         |
| Oxford United     | 3:1      | Sheffield United    |
| Shrewsbury Town   | 1:0      | Hull City           |
| Tottenham Hotspur | 5:0      | Birmingham City     |
| FC Watford        | 2:3      | West Ham United     |

### Wiederholungsspiele
|                   | Ergebnis |                   |
| ----------------- | -------- | ----------------- |
| Nottingham Forest | 1:0      | Crystal Palace    |
| Aston Villa       | 2:1      | Derby County      |
| FC Southampton    | 4:1      | Manchester United |

## Vierte Runde
|                  | Ergebnis |                   |
| ---------------- | -------- | ----------------- |
| FC Arsenal       | 2:0      | Charlton Athletic |
| Bradford City    | 0:5      | Nottingham Forest |
| Cambridge United | 1:3      | Tottenham Hotspur |
| Coventry City    | 0:0      | FC Liverpool      |
| Norwich City     | 1:4      | FC Everton        |
| Shrewsbury Town  | 1:0      | Cardiff City      |
| FC Southampton   | 2:1      | Aston Villa       |
| West Ham United  | 1:0      | Oxford United     |

### Wiederholungsspiel
|              | Ergebnis |               |
| ------------ | -------- | ------------- |
| FC Liverpool | 3:1      | Coventry City |

## Fünfte Runde
|                 | Ergebnis |                   |
| --------------- | -------- | ----------------- |
| FC Arsenal      | 2:0      | Nottingham Forest |
| FC Everton      | 0:1      | FC Liverpool      |
| FC Southampton  | 1:0      | Shrewsbury Town   |
| West Ham United | 1:1      | Tottenham Hotspur |

### Wiederholungsspiel
|                   | Ergebnis |                 |
| ----------------- | -------- | --------------- |
| Tottenham Hotspur | 5:0      | West Ham United |

## Halbfinale
|                | Gesamt |                   | Hinspiel | Rückspiel |
| -------------- | ------ | ----------------- | -------- | --------- |
| FC Arsenal     | 2:2    | Tottenham Hotspur | 0:1      | 2:1 n. V. |
| FC Southampton | 0:3    | FC Liverpool      | 0:0      | 0:3       |

### Wiederholungsspiel
|                   | Ergebnis |            |
| ----------------- | -------- | ---------- |
| Tottenham Hotspur | 1:2      | FC Arsenal |

## Finale
| FC Arsenal                                 | FC Arsenal | FC Liverpool | FC Liverpool |
| ------------------------------------------ | --- | --- | ------------ |
| FC Arsenal                                 | \| Sonntag, 5. April 1987 in London (Wembley) \| \| Ergebnis: 2:1 (1:1) \| \| Zuschauer: 96.000 \| \| Schiedsrichter: Lester Shapter \|                                                                                   | \| Sonntag, 5. April 1987 in London (Wembley) \| \| Ergebnis: 2:1 (1:1) \| \| Zuschauer: 96.000 \| \| Schiedsrichter: Lester Shapter \|                                                                                          | FC Liverpool |
| FC Arsenal                                 | John Lukic – Viv Anderson, Kenny Sansom, David O’Leary, Tony Adams – Steve Williams, David Rocastle, Paul Davis, Martin Haynes (Michael Thomas) – Niall Quinn (Perry Groves), Charlie Nicholas Cheftrainer: George Graham | Bruce Grobbelaar – Gary Gillespie, Barry Venison, Alan Hansen , Nigel Spackman – Ronnie Whelan, Craig Johnston, Jan Mølby, Steve McMahon (87. John Wark) – Paul Walsh (73. Kenny Dalglish), Ian Rush Cheftrainer: Kenny Dalglish | FC Liverpool |
| FC Arsenal                                 | 1:1 Charlie Nicholas (30.) 2:1 Charlie Nicholas (83.) | 0:1 Ian Rush (23.) | FC Liverpool |
| Sonntag, 5. April 1987 in London (Wembley) | | |              |
| Ergebnis: 2:1 (1:1)                        | | |              |
| Zuschauer: 96.000                          | | |              |
| Schiedsrichter: Lester Shapter             | | |              |